# عبد العاطي العبيدي
عبد العاطي العبيدي (14 أكتوبر 1939، منطقة الجبل الأخضر الليبية - 16سبتمبر 2023)، انخرط في العمل السياسي بعد انقلاب 1969 في ليبيا وكان من أوائل المدنيين الذين انضموا للنظام الجديد.

## الحياة الشخصية
تزوج من هند بنت حامد العبيدي ولهما أربعة أبناء: حامد، ونور العيون، وحمزة، ونيروز.

## مناصبه
- أمين المؤتمر الشعبي العام (رئيس البرلمان)
- أمين الشؤن الأوربية وأمريكا الشمالية باللجنة الشعبية العامة للاتصال الخارجي والتعاون الدولي.
- المندوب السامي الليبي في تونس
- المندوب السامي الليبي في إيطاليا
- أحد نوّاب وزير الخارجية الليبي
- في 6 أبريل 2011 عيّنه معمر القذافي وزيراً للخارجية خلفاً لموسى كوسا الذي انشق عن نظامه أثناء ثورة ليبيا وفرّ إلى بريطانيا.[4]

عين في أول مجلس للوزراء بعد الانقلاب في سنة 1969م وزيرًا للعمل.

## وفاته
تُوفي يوم السبت 16سبتمبر 2023 بالعاصمة اللييية طرابلس إثر إصابته بنوبة قلبية.